# Castelul Kemény din Brâncovenești
Castelul Kemeny din Brâncovenești (în maghiară Marosvécsi Kemény-kastély) este un ansamblu arhitectonic construit de familia Kemény în localitatea Brâncovenești, județul Mureș. Aproape de Drumul Național 15 Reghin – Toplița, acesta se ridică semeț, protejat de zidurile sale groase. Prima sa atestare datează din secolul al XIII-lea, dar forma actuală a dobândit-o trei secole mai târziu în timpul voievodului Ferenc Kendy și apoi în al XIX-lea când deja era în posesia familiei Kémeny.

## Istoric
Fortificația romană din Brâncovenești a fost construită pe o terasă înaltă deasupra râului Mureș, în apropierea castelului actual. Lângă acest castru (castrum romanum) era o localitate romană unde trăia populația care a făcut parte din deservirea armatei. Potrivit cercetărilor recente fortificația a fost de mărime mai restrânsă, însă a fost destul loc pentru o armată de câteva sute de soldați care au avut rolul de a opri invazia barbarilor și de a informa legiunile din interiorul țării despre situația de la limes. 
Din inițiativă regală a fost construit în secolul al XIII-lea o cetate cu șanțuri din ruinele fortificației romane care în anul 1228 era finalizată, deoarece din această perioada provine prima menționare scrisă a cetății sub forma unei diplome regale. Se presupune că această cetate a fost distrusă de marea năvălire mongolă din 1242.
Din inițiativa contelui János Kemény, purtând același nume ca și strămoșul său János Kemény, în 1926 a invitat în castelul său 28 dintre cele mai proeminente personaje literare maghiare din România, dar care au decis să nu participe și au acceptat soarta minoritară. La castelul de la Brâncovenești a fost fondată asociația culturală Helikon, la reuniunile căreia au participat Áprily Lajos, Berde Mária, Jenő Dsida, Jékely Zoltán, Károly Kós, Aladár Kuncz, József Nyírő , Sándor Reményik, Szemlér Ferenc, Tamási Áron, László Tompa, Albert Wass și mulți alții.
Castelul are un plan plan pătrat cu curte interioară și turnuri pe colț, dintre care două de dimensiuni mai mari și două mai mici. Clădirea a căpătat forma renascentistă în cadrul lucrărilor din 1537, respectiv 1555. Ancadramentele ferestrelor actuale fac parte dintre elementele renascentiste rămase. Restaurarea castelului din 1816 condus de István Möller din inițiativa grofului Miklós Kemény a condus la modificări ireversibile, deoarece au fost construite noi structuri, cum ar fi bastionul mare. Deasupra intrării în castel se află un balcon pe console de piatră, console ce se întâlnesc și la etajele turnurilor. Intrarea se face pe partea nordică pe un podeț care traversează șanțul ce înconjoară clădirea. 

## Imagini

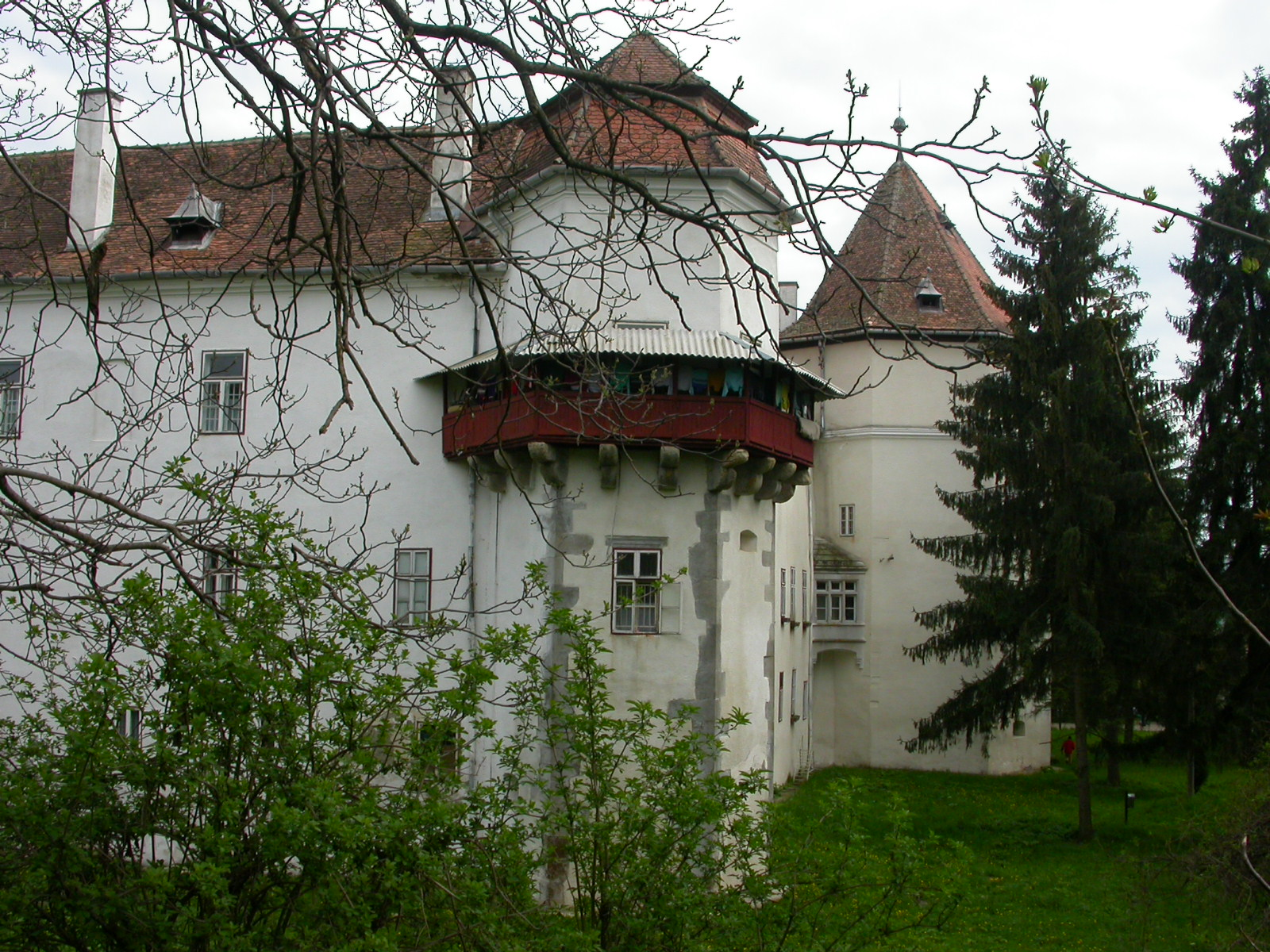
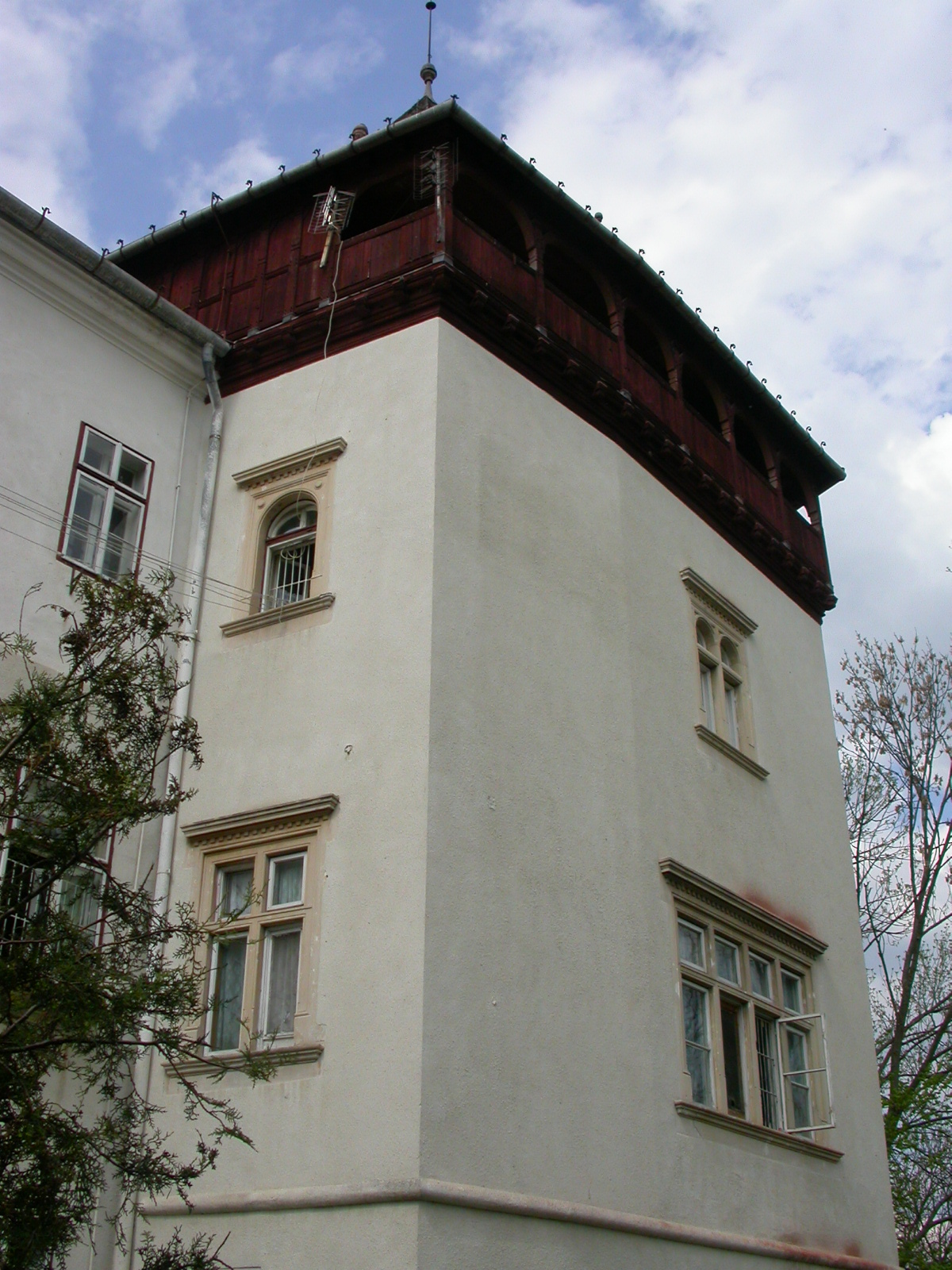
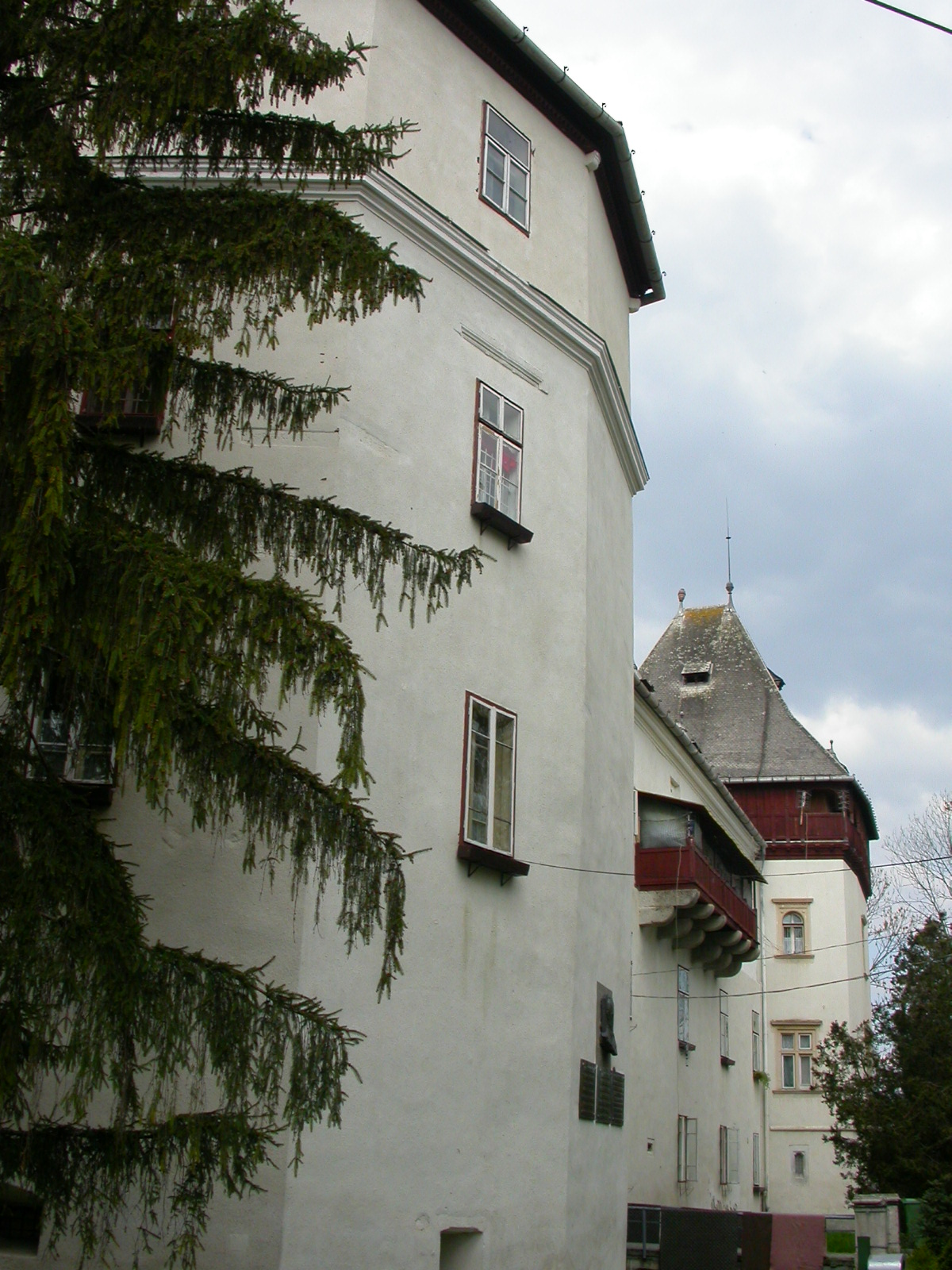
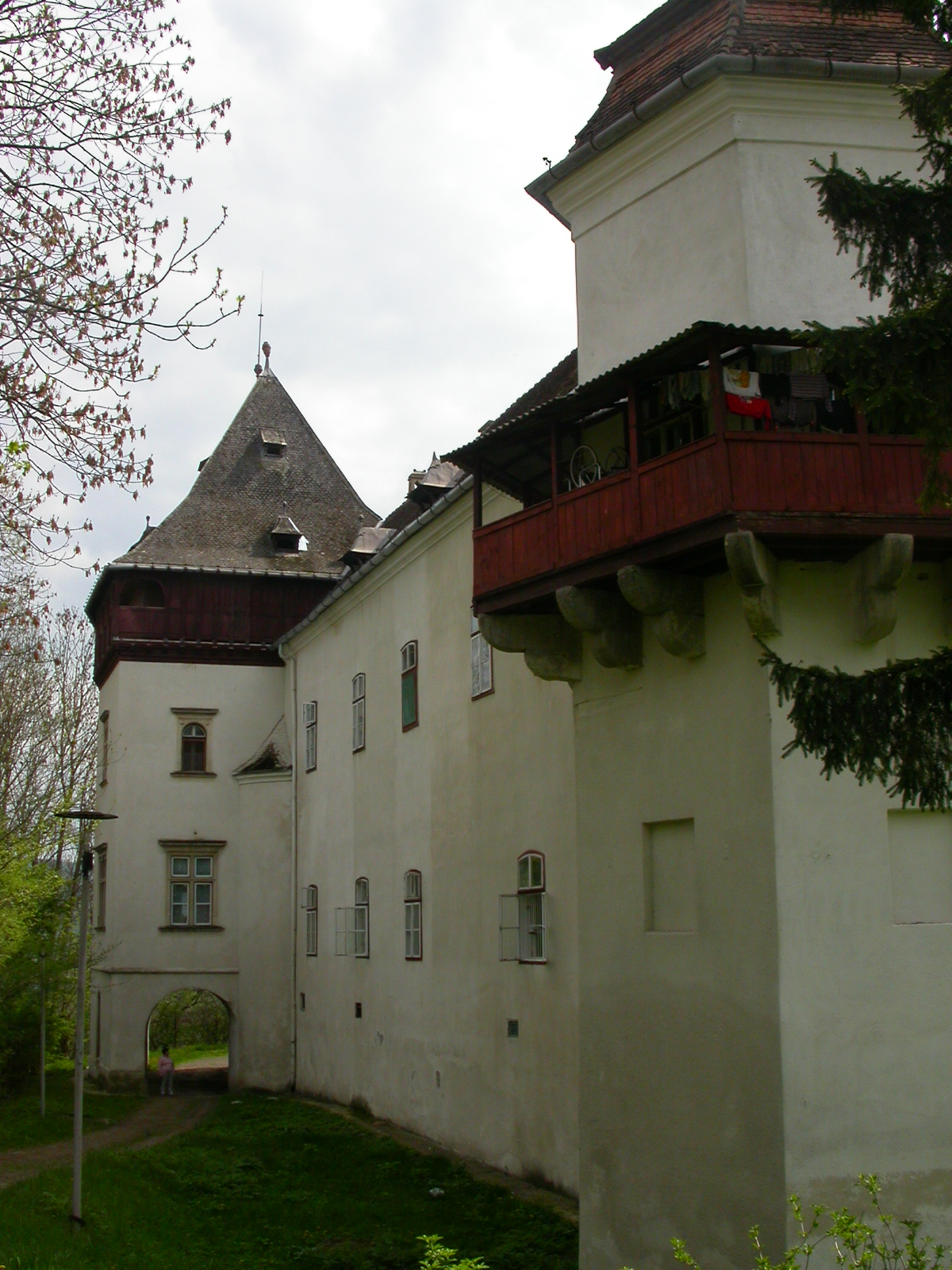